# Agents of Mercy
Agents of Mercy ist eine schwedische Progressive-Rock-Band, die im Jahr 2008 gegründet wurde.

## Bandgeschichte
Von Roine Stolt zunächst als reines Nebenprojekt für akustische Musik gedacht, wurde aus Agents of Mercy bald eine Band. Erst lud Stolt Nad Sylvan als Sänger ein, dann begannen sie gemeinsam Progressive-Rock-Stücke zu schreiben und nahmen mit Jonas Reingold und Zoltan Csörsz (von Stolts Hauptband The Flower Kings), Biggo Zelfries, Jimmy Keegan und Pat Mastelotto das Album The Fading Ghosts of Twilight auf. Agents of Mercy spielten im Sommer 2009 auf dem Night-of-the-Prog-Festival auf der Loreley und tourten im Oktober des Jahres mit Karmakanic, einer weiteren Band aus dem Umfeld der Flower Kings, in Europa und den USA unter dem Namen The Power of Two. Eine Liveaufnahme mit Nick D’Virgilio als Schlagzeuger wurde veröffentlicht.
Bevor Stolt mit Transatlantic 2010 auf Tour ging, konnte er mit Agents of Mercy noch Dramarama einspielen. Neben Sylvan, Stolt und Reingold waren auch Lalle Larsson (Karmakanic) und Walle Wahlgren an dem symphonischen Retro-Prog-Album beteiligt. Im Gegensatz zum bisweilen als seichter und langweiliger Flower-Kings-Abklatsch kritisierten Debütalbum wurde Dramarama wohlwollender besprochen. In unveränderter Besetzung wurde ein Jahr später auch das etwas gitarrenlastigere und härtere dritte Album der Band aufgenommen.

## Diskografie
- 2009: The Fading Ghosts of Twilight
- 2010: The Power of Two (Live, mit Karmakanic)
- 2010: Dramarama
- 2011: The Black Forest